# 普奥兰卡
普奥兰卡（芬蘭語：Puolanka）是芬兰凯努区的一个市镇。